# Hatari
Gli Hatari sono un gruppo musicale islandese fondato a Reykjavík nel 2015.
Salito alla notorietà grazie alla partecipazione all'Eurovision Song Contest 2019 con il brano Hatrið mun sigra, classificandosi decimi, il trio si autodefinisce «un complesso artistico techno BDSM contro il capitalismo».

## Storia del gruppo

### Primi anni,Neysluvara(2015-2017)
Gli Hatari si sono costituiti nella metà del 2015 per decisione dei cugini Klemens Nikulásson Hannigan e Matthías Tryggvi Haraldsson, coinvolgendo successivamente il batterista Einar Hrafn Stefánsson, proveniente dai Vök; Stefánsson aveva già avuto modo di collaborare con Hannigan in quanto parte del gruppo indie rock Kjurr, dove il primo era bassista e il secondo cantante e chitarrista.
La loro prima apparizione dal vivo è avvenuta in occasione del festival Iceland Airwaves nel 2016, dove sono tornati due anni dopo. Il 31 ottobre 2017 è stato pubblicato l'EP di debutto Neysluvara, composto da quattro brani. Per la sua promozione sono stati pubblicati i video per Ódýr e X, entrambi presentati dieci giorni prima.

### Eurovision Song Contest,Neyslutrans(2018-2022)

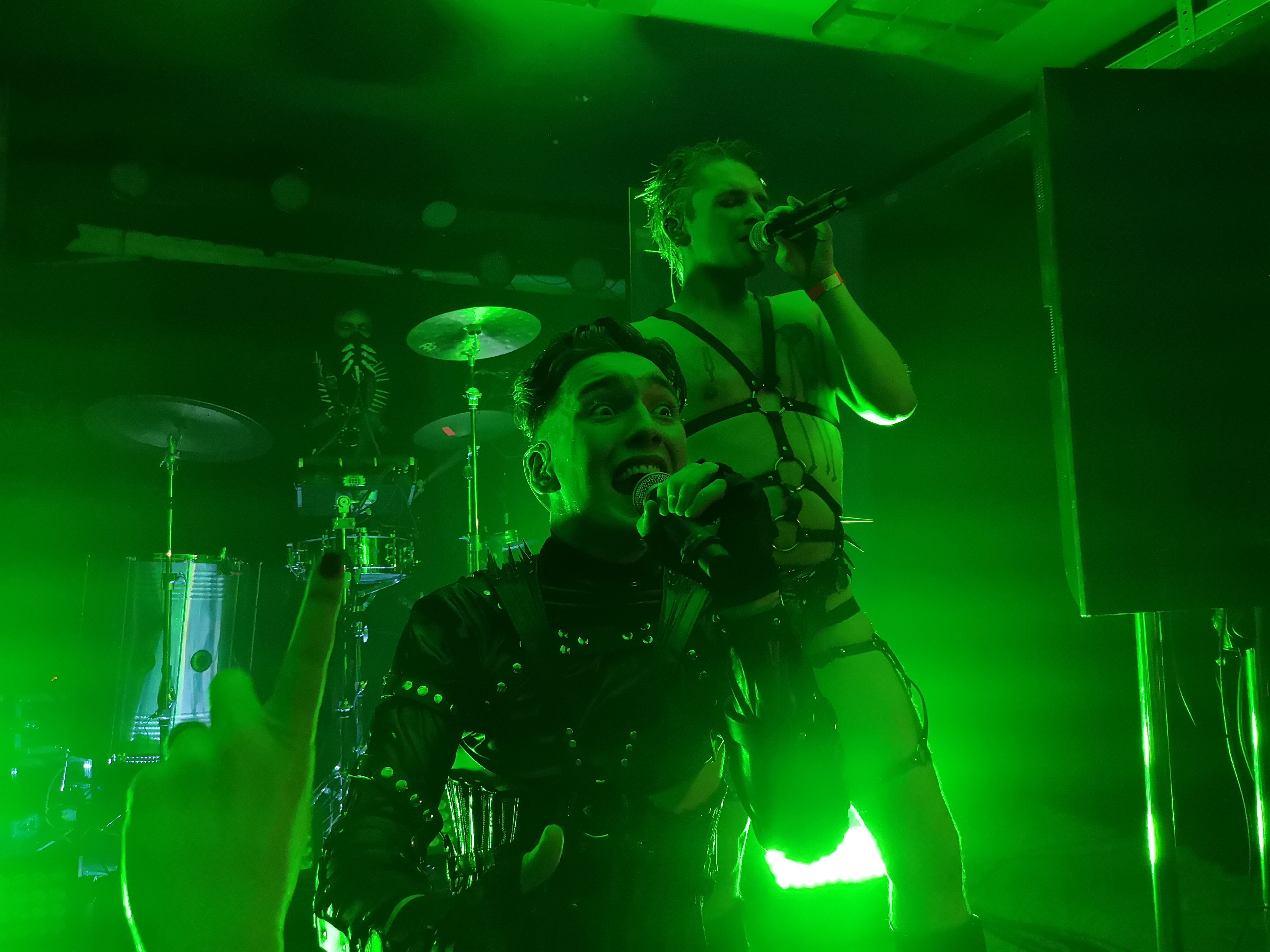
Gli Hatari in concerto a Milano nel 2020

Il 21 dicembre 2018 hanno pubblicato il video per il brano Spillingardans, dichiarandolo come il loro addio in seguito al fallimento della loro missione contro il capitalismo. Un mese più tardi, tuttavia, sono stati confermati fra i dieci partecipanti al Söngvakeppnin 2019, il processo di selezione islandese per l'Eurovision Song Contest 2019, con il brano Hatrið mun sigra; dopo aver superato la semi-finale, il trio si è esibito alla finale del 2 marzo, dove il pubblico li ha incoronati vincitori, guadagnando il diritto di rappresentare l'Islanda all'Eurovision Song Contest a Tel Aviv. La loro esibizione supera le semifinali dell'evento e si classifica al decimo posto nella classifica finale con 232 punti totalizzati, risultando inoltre la sesta più votata dal pubblico da casa. All'annuncio del loro punteggio finale, il gruppo ha esposto sciarpe con scritte e colori della bandiera della Palestina, scatenando non poche controversie nella stampa internazionale.
Il 23 maggio 2019 è stato pubblicato il video di Klefi/Samed, brano realizzato con la partecipazione vocale del cantante palestinese Bashar Murad; il brano è stato in seguito pubblicato come singolo il 21 giugno dello stesso anno. L'8 novembre è stata la volta di Klámstrákur, anticipato a fine ottobre dal relativo video.
Il 17 gennaio 2020 il trio ha pubblicato l'album di debutto Neyslutrans, composto da tredici brani, tra cui tutti i singoli usciti l'anno prima. Il disco è stato promosso tra gennaio e aprile dalla tournée Europe Will Crumble, dove sono stati supportati dalle Cyber.
Nel 2022 sono tornati sulle scene musicali con il singolo Dansið eða Deyið, il cui video rappresenta un omaggio ai vari eventi che hanno segnato la loro carriera; il brano è stato promosso dall'omonimo tour svoltosi in Europa.

### Cambio di formazione, secondo album (2023-presente)
Nel marzo 2023 è stato rivelato che Haraldsson ha abbandonato il trio per dedicare più tempo alla famiglia. Il suo sostituto, annunciato il 12 giugno seguente, si è rivelato essere Davíð Þór Katrínarson, già passato collaboratore degli Hatari agli inizi di carriera, oltre ad essere apparso come ospite nel brano Helvíti sotto lo pseudonimo Svarti Laxness. Il debutto dal vivo della nuova formazione è avvenuto agli annuali Iceland Airwaves, dove per l'occasione sono stati presenti dal vivo gli inediti Breadcrumbs e Cheap Perfume, i primi brani incisi in inglese.
Breadcrumbs è stato in seguito pubblicato come singolo nel dicembre 2024 assieme al relativo video realizzato interamente con l'intelligenza artificiale. Nel giugno 2025 è stata la volta di Quantity Control.

## Formazione
Attuale
- Klemens Nikulásson Hannigan – voce, programmazione, sintetizzatore, chitarra (2015-presente)
- Einar Hrafn Stefánsson – batteria, programmazione, sintetizzatore (2015-presente)
- Davíð Þór Katrínarson – voce (2023-presente), tastiera (2017)

Ex componenti
- Matthías Tryggvi Haraldsson – voce (2015-2023)

## Discografia

### Album in studio
- 2020 – Neyslutrans

### Album di remix
- 2021 – Neyslutrans RemiXed

### EP
- 2017 – Neysluvara

### Singoli
- 2019 – Spillingardans
- 2019 – Klefi/Samed (feat. Bashar Murad)
- 2019 – Klámstrákur
- 2022 – Dansið eða Deyið
- 2024 – Breadcrumbs
- 2025 – Quantity Control

### Brani musicali
- 2019 – Hatrið mun sigra